# Кензл, Лейла
Ле́йла Кензл (англ. Leila Kenzle; 16 июля 1960, Патчог, Лонг-Айленд, Нью-Йорк, США) — американская актриса

.

## Биография
Лейла Кензл родилась 16 июля 1960 года в Патчог (Лонг-Айленд, штат Нью-Йорк, США) в семье работница магазина электроники Курта Кензла и дилера антиквариата Ли Кензл. Прежде чем переехать в Лос-Анджелес, чтобы стать актрисой, она работала оператором телефонной связи. Её актёрский прорыв случился, когда она сыграла роль стриптизёрши в небродвейской постановке «Свадьба Тони и Тины». Снялась в множестве сериалов и фильмов.
Она получила степень магистра в области клинической психологии. В настоящее время она является брачным и семейным терапевтом, практикующим в Лос-Анджелесе, штат Калифорния.
С 26 апреля 1994 года Лейла замужем за преподавателем актёрского мастерства Нилом Монако.

## Избранная фильмография
| Год       |    | Русское название        | Оригинальное название | Роль                             |
| --------- | -- | ----------------------- | --------------------- | -------------------------------- |
| 1989      | с  | Шоу Косби               | The Cosby Show        | девушка № 2                      |
| 1990      | с  | Золотые девочки         | The Golden Girls      | Тамара                           |
| 1990      | с  | Тридцать-с-чем-то       | Thirtysomething       | студентка № 1                    |
| 1991      | ф  | Чужие деньги            | Other People's Money  | Марша                            |
| 1992—1999 | с  | Без ума от тебя         | Mad About You         | Фрэн Деваноу                     |
| 1995      | с  | Друзья                  | Friends               | Фрэн Деваноу                     |
| 1996—2000 | с  | Диагноз: убийство       | Diagnosis: Murder     | Марша МакАртур / Тэмми Бомгарден |
| 1998      | с  | Няня                    | The Nanny             | Наоми Дембл                      |
| 1999      | мс | Дикая семейка Торнберри | The Wild Thornberrys  | арктический заяц / Бобри         |
| 2001      | с  | Прикосновение ангела    | Touched by an Angel   | Ли Элкотт-Рендон                 |
| 2002      | ф  | Белый олеандр           | White Oleander        | Энн Гринуэй                      |
| 2002      | ф  | Цыпочка                 | The Hot Chick         | Джули                            |
| 2003      | с  | Справедливая Эми        | Judging Amy           | Миссис МакКинни                  |
| 2003      | ф  | Идентификация           | Identity              | Элис Йорк                        |